# Jhumpa Lahiri
Nilanjana Sudeshna Lahiri (London, 1967. július 11.) Angliában született, az Egyesült Államokban élő, angol és olasz nyelven alkotó brit-amerikai író.

## Életpályája
Londonban született Nyugat-Bengál-i indiai szülők gyermekeként. Családjával kétéves korában érkezett az Egyesült Államokba. Eredetileg csak néhány évig akartak maradni, de végül ott telepedtek le. A Rhode Island-i Kingstonban nőtt fel, ahol apja az egyetem könyvtárában dolgozott. Angol- és összehasonlító irodalmat tanult a Barnard College-ben (Columbia Egyetem). A Bostoni Egyetemen reneszánsz tanulmányokból doktorált (Master of Fine Arts, MFA, majd héthónapos ösztöndíjat kapott a provincetown-i (Massachusetts) Fine Arts Work Center-től. Utána férjével, Alberto Vourvoulias-Bush lapszerkesztővel New Yorkba költözött.
2012-től 2015-ig férjével és két gyermekükkel Rómában élt. Sok évvel korábban elkezdett olaszul tanulni és Olaszországba költözésüktől olasz nyelven írt. 2015-ben a Princetoni Egyetem „Kreatív írás” programjának tanára lett, 2019-ben a program igazgatójává nevezték ki.

## Irodalmi munkássága
2015 előtt két novelláskötete és két regénye jelent meg angolul. Első novelláskötete (Interpreter of Maladies, 1999) számos elismerésben és díjban részesült, könyvéért (Interpreter of Maladies) 2000-ben Pulitzer-díjat (a szépirodalom kategóriában) és PEN Hemingway-díjat kapott.
2002-ben a Guggenheim Alapítványtól ösztöndíjban részesült. A következő évben jelent meg első regénye, a The Namesake (jelentése: ’A névrokon’), amelyből a szintén indiai származású amerikai rendező és producer, Mira Nair készített filmet 2006-ban. Második novelláskötete, az Unaccustomed Earth 2008-as megjelenésekor a The New York Times bestseller listájának élén szerepelt. The Lowland című második regénye a Booker-díj és az amerikai Nemzeti Könyvdíj döntőjébe is bekerült, valamint 2015-ben elnyerte – első női íróként – a dél-ázsiai témájú kiemelkedő műveket elismerő indiai DSC Prize for South Asian Literature irodalmi díjat.
Ötödik könyve egy olasz nyelvű esszégyűjtemény (In Altre Parole), amelyet Olaszországban élve írt, és ott is adtak ki 2015-ben.

## Művei

### Regények
- 2003 – The Namesake
- 2013 – The Lowland[18]
- 2018 – Dove mi trovo (olaszul); első olasz nyelvű regénye, melyet később angolra fordított (Whereabouts, 2021).

### Novelláskötetek
- 1999 – Interpreter of Maladies[19]
- 2008 – Unaccustomed Earth
- 2022 – Racconti romani (olaszul)

### Esszék
- In Altre Parole (olaszul, jelentése: ’más szavakkal’)

### Magyarul
- Beceneve Gogol, (The Namesake); ford. Rákócza Richárd, Illia & Co. Kiadó, 2007.[20]
- Egy ismeretlen világ, (Unaccustomed Earth); ford. Kiss Annamária, General Press Kiadó, 2009
- Mélyföld, (The Lowland); ford. E. Gábor Éva, Maxim Könyvkiadó, 2014 (Mont Blanc válogatás)
- Amerre járok, (Dove mi trovo); ford. (az angol nyelvű kiadás alapján) Greskovits Endre, Park Könyvkiadó, 2023, ISBN 9789633558195.

## Fordítás
- Ez a szócikk részben vagy egészben  a   Jhumpa Lahiri című francia Wikipédia-szócikk ezen változatának fordításán alapul.  Az eredeti cikk szerkesztőit annak laptörténete sorolja fel. Ez a jelzés csupán a megfogalmazás eredetét és a szerzői jogokat jelzi, nem szolgál a cikkben szereplő információk forrásmegjelöléseként.